# Великая война (документальный цикл)
«Вели́кая война́» — художественно-документальный сериал, докудрама, посвящённая 65-летию Победы над нацистской Германией в Великой Отечественной войне. Первая серия сериала была показана в эфире Первого канала 29 марта 2010 года.
7 мая 2012 года (спустя ровно 2 года после выхода последней серии цикла) вышло продолжение сериала, включающее 10 дополнительных серий.
Трансляцию художественно-документального сериала в России осуществлял Первый канал, на Украине — телеканал Интер, в Китае — телеканал CCTV-9. Сериал был куплен международным телеканалом The History Channel и полностью дублирован на английский язык. Проект получил название англ. Soviet Storm: World War II — In The East.

## Описание
Каждая серия сериала рассказывает об одном из наиболее значимых этапов Великой Отечественной войны, начиная со вторжения немецких войск на территорию СССР и заканчивая Днём Победы 9 мая 1945 года и войной с Японией. В сериале используется трёхмерная компьютерная графика, постановочные сцены, а также документальные кадры. Съёмки проходили преимущественно в Крыму, Киеве и Волгограде.

## Эпизоды
| № п/п | Название серии       | Дата выхода | Сюжет |
| ----- | -------------------- | ----------- | --- |
| 1     | Барбаросса           | 29.03.2010  | Операция «Барбаросса» |
| 2     | Киев 1941            |             | Битва под Киевом |
| 3     | Оборона Севастополя  |             | Оборона Севастополя |
| 4     | Битва за Москву      | 05.04.2010  | Битва за Москву |
| 5     | Блокада Ленинграда   | 12.04.2010  | Блокада Ленинграда |
| 6     | Ржев                 |             | Ржевская битва |
| 7     | Сталинград           | 19.04.2010  | Сталинградская битва |
| 8     | Битва за Кавказ      |             | Битва за Кавказ |
| 9     | Курская дуга         | 26.04.2010  | Курская битва |
| 10    | От Днепра до Одера   | 05.05.2010  | Битва за Днепр, Днепровско-Карпатская операция, Львовско-Сандомирская операция, Ясско-Кишинёвская операция, Будапештская операция, Венская операция, Пражская операция |
| 11    | Операция «Багратион» | 04.05.2010  | Белорусская операция, Прибалтийская операция (1944) |
| 12    | Битва за воздух      | 09.05.2012  | |
| 13    | Война на море        | 08.05.2012  | |
| 14    | Партизаны            |             | Советские партизаны в Великой Отечественной войне |
| 15    | Агентурная разведка  | 07.05.2012  | |
| 16    | Битва за Германию    | 10.05.2012  | Висло-Одерская операция, Восточно-Прусская операция (1945), Восточно-Померанская операция                                                                              |
| 17    | Битва за Берлин      | 07.05.2010  | Берлинская наступательная операция |
| 18    | Война с Японией      | 11.05.2012  | Советско-японская война |

## Собственное производство
В 2010 году состоялся релиз фильма на DVD.
- апрель — май 2010 — посерийно, упаковка Keep case, «Первая Видеокомпания»
- 19 июня 2012 — упаковка Gift Case, подарочное издание, «Lizard Cinema Trade»
- 16 октября 2012 — упаковка Keep case, бюджетное издание, «Lizard Cinema Trade»